# 圣若瑟堂 (旧金山)
圣若瑟堂（St. Joseph's Church）位于美国加州旧金山霍华德街1401-1415号，是一座历史建筑、罗马天主教教堂。
该堂建于1914年，罗曼式风格，1982年1月15日列入国家史迹名录。